# Isotopes du rubidium
Le rubidium (Rb, numéro atomique 37) possède 32 isotopes connus, de nombre de masse variant entre 71 et 102, et 12 isomères nucléaires. Seuls deux de ces isotopes sont présents dans la nature, 85Rb (72,2 %), seul isotope stable du rubidium (faisant de lui un élément monoisotopique) et le 87Rb (27,8 %) radioactif. Les mélanges de rubidium naturels sont donc radioactifs et 30 à 60 jours suffisent à leur faire voiler une pellicule photographique. On attribue au rubidium une masse atomique standard de 85,4678(3) u.
De tous les radioisotopes du rubidium, 87Rb a la plus longue demi-vie (4,92×1010 années), suivi par 83Rb (86,2 jours), 84Rb (33,1 jours) et 86Rb (18,642 jours). Tous les autres radioisotopes ont une demi-vie inférieure à un jour. Les isotopes plus légers que l'isotope stable se désintègrent principalement par émission de positron (β+) en isotopes du krypton, les plus lourds par désintégration β− en isotopes du strontium.

## Isotopes notables

### Rubidium naturel
Le rubidium naturel est composé de l'isotope stable 85Rb et du radioisotope primordial 87Rb. Celui-ci possède une demi-vie de 4,92×1010 années, donc une activité massique de 3090 Bq/g. Vu leurs abondances respectives, le rubidium naturel a donc une activité massique de 875 Bq/g.
| Isotope | Abondance (pourcentage molaire) |
| ------- | ------------------------------- |
| 85Rb    | 72,17 (2) %                     |
| 87Rb    | 27,83 (2) %                     |

### Rubidium 82
Le rubidium 82 (82Rb) est l'isotope du rubidium dont le noyau est constitué de 37 protons et de 45 neutrons. Il possède une demi-vie de 1,273 minutes et se désintègre par émission de positrons en 82Kr (stable). Il est utilisé en tomographie par émission de positron (PET/TEP) pour évaluer les perfusions myocardiques. Il n'existe pas à l'état naturel mais peut être produit par désintégration du 82Sr.

### Rubidium 87
Le rubidium 87 (87Rb) est l'isotope du rubidium dont le noyau est constitué de 37 protons et de 50 neutrons. Il possède une masse atomique de 86,9091835 u, et une énergie de liaison de 757 853 keV. Son abondance naturelle est de 27,835 %. Il se désintègre par émission β− en strontium 87 (stable) avec une demi-vie de 4,92×1010 années.
Il se substitue facilement au potassium dans les minéraux et il est donc assez répandu. 87Rb a été largement utilisé  en datation des roches ; durant la cristallisation fractionnée, Sr tend à se concentrer dans la plagioclase, laissant Rb dans la phase liquide. Ainsi, le ratio Rb/Sr dans le magma résiduel peut augmenter au cours du temps, résultant en des roches avec des ratios Rb/Sr croissants avec une différenciation croissante. Les plus hauts ratios (10 ou plus) sont dans les pegmatites. Si la quantité initiale de Sr est connue ou peut être extrapolée, l'âge de la roche peut être déterminé en mesurant les concentrations en Rb et Sr et le ratio 87Sr/86Sr. Ce calcul de l'âge de la roche n'est juste que si la roche n'a pas été altérée au cours du temps.
Le  rubidium 87 fut le premier et l'atome le plus utilisé pour fabriquer des condensats de Bose-Einstein des gaz atomiques dilués. Même si le rubidium 85 est plus abondant, le rubidium 87 a une longueur de diffusion positive, ce qui signifie que ses atomes sont mutuellement répulsifs, à basses températures. Ceci permet d'empêcher l'effondrement de tous les condensats à l'exception des plus petits. Il est aussi facile à refroidir par évaporation, avec une diffusion mutuelle forte consistante.

## Table des isotopes
| Symbole de l'isotope | Z (p)                | N (n)                | masse isotopique (u) | Demi-vie         | Mode(s) de désintégration, | Isotope(s) fils | Spin nucléaire |
| Symbole de l'isotope | Énergie d'excitation | Énergie d'excitation | Énergie d'excitation | Demi-vie         | Mode(s) de désintégration, | Isotope(s) fils | Spin nucléaire |
| -------------------- | -------------------- | -------------------- | -------------------- | ---------------- | -------------------------- | --------------- | -------------- |
| 71Rb                 | 37                   | 34                   | 70,96532(54)#        |                  | p                          | 70Kr            | 5/2-#          |
| 72Rb                 | 37                   | 35                   | 71,95908(54)#        | < 1,5 µs         | p                          | 71Kr            | 3+#            |
| 72mRb                | 100(100)# keV        | 100(100)# keV        | 100(100)# keV        | 1# µs            | p                          | 71Kr            | 1-#            |
| 73Rb                 | 37                   | 36                   | 72,95056(16)#        | < 30 ns          | p                          | 72Kr            | 3/2-#          |
| 74Rb                 | 37                   | 37                   | 73,944265(4)         | 64,76(3) ms      | β+                         | 74Kr            | (0+)           |
| 75Rb                 | 37                   | 38                   | 74,938570(8)         | 19,0(12) s       | β+                         | 75Kr            | (3/2-)         |
| 76Rb                 | 37                   | 39                   | 75,9350722(20)       | 36,5(6) s        | β+                         | 76Kr            | 1(-)           |
| 76Rb                 | 37                   | 39                   | 75,9350722(20)       | 36,5(6) s        | β+, α (3,8×10−7 %)         | 72Se            | 1(-)           |
| 76mRb                | 316,93(8) keV        | 316,93(8) keV        | 316,93(8) keV        | 3,050(7) µs      |                            |                 | (4+)           |
| 77Rb                 | 37                   | 40                   | 76,930408(8)         | 3,77(4) min      | β+                         | 77Kr            | 3/2-           |
| 78Rb                 | 37                   | 41                   | 77,928141(8)         | 17,66(8) min     | β+                         | 78Kr            | 0(+)           |
| 78mRb                | 111,20(10) keV       | 111,20(10) keV       | 111,20(10) keV       | 5,74(5) min      | β+ (90 %)                  | 78Kr            | 4(-)           |
| 78mRb                | 111,20(10) keV       | 111,20(10) keV       | 111,20(10) keV       | 5,74(5) min      | TI (10 %)                  | 78Rb            | 4(-)           |
| 79Rb                 | 37                   | 42                   | 78,923989(6)         | 22,9(5) min      | β+                         | 79Kr            | 5/2+           |
| 80Rb                 | 37                   | 43                   | 79,922519(7)         | 33,4(7) s        | β+                         | 80Kr            | 1+             |
| 80mRb                | 494,4(5) keV         | 494,4(5) keV         | 494,4(5) keV         | 1,6(2) µs        |                            |                 | 6+             |
| 81Rb                 | 37                   | 44                   | 80,918996(6)         | 4,570(4) h       | β+                         | 81Kr            | 3/2-           |
| 81mRb                | 86,31(7) keV         | 86,31(7) keV         | 86,31(7) keV         | 30,5(3) min      | TI (97,6 %)                | 81Rb            | 9/2+           |
| 81mRb                | 86,31(7) keV         | 86,31(7) keV         | 86,31(7) keV         | 30,5(3) min      | β+ (2,4 %)                 | 81Kr            | 9/2+           |
| 82Rb                 | 37                   | 45                   | 81,9182086(30)       | 1,273(2) min     | β+                         | 82Kr            | 1+             |
| 82mRb                | 69,0(15) keV         | 69,0(15) keV         | 69,0(15) keV         | 6,472(5) h       | β+ (99,67 %)               | 82Kr            | 5-             |
| 82mRb                | 69,0(15) keV         | 69,0(15) keV         | 69,0(15) keV         | 6,472(5) h       | TI (0,33 %)                | 82Rb            | 5-             |
| 83Rb                 | 37                   | 46                   | 82,915110(6)         | 86,2(1) j        | CE                         | 83Kr            | 5/2-           |
| 83mRb                | 42,11(4) keV         | 42,11(4) keV         | 42,11(4) keV         | 7,8(7) ms        | TI                         | 83Rb            | 9/2+           |
| 84Rb                 | 37                   | 47                   | 83,914385(3)         | 33,1(1) j        | β+ (96,2 %)                | 84Kr            | 2-             |
| 84Rb                 | 37                   | 47                   | 83,914385(3)         | 33,1(1) j        | β− (3,8 %)                 | 84Sr            | 2-             |
| 84mRb                | 463,62(9) keV        | 463,62(9) keV        | 463,62(9) keV        | 20,26(4) min     | TI (> 99,9 %)              | 84Rb            | 6-             |
| 84mRb                | 463,62(9) keV        | 463,62(9) keV        | 463,62(9) keV        | 20,26(4) min     | β+ (< 0,1 %)               | 84Kr            | 6-             |
| 85Rb                 | 37                   | 48                   | 84,911789738(12)     | Stable           | Stable                     | Stable          | 5/2-           |
| 86Rb                 | 37                   | 49                   | 85,91116742(21)      | 18,642(18) j     | β− (99,9948 %)             | 86Sr            | 2-             |
| 86Rb                 | 37                   | 49                   | 85,91116742(21)      | 18,642(18) j     | CE (0,0052 %)              | 86Kr            | 2-             |
| 86mRb                | 556,05(18) keV       | 556,05(18) keV       | 556,05(18) keV       | 1,017(3) min     | TI                         | 86Rb            | 6-             |
| 87Rb,                | 37                   | 50                   | 86,909180527(13)     | 4,923(22)×1010 a | β−                         | 87Sr            | 3/2-           |
| 88Rb                 | 37                   | 51                   | 87,91131559(17)      | 17,773(11) min   | β−                         | 88Sr            | 2-             |
| 89Rb                 | 37                   | 52                   | 88,912278(6)         | 15,15(12) min    | β−                         | 89Sr            | 3/2-           |
| 90Rb                 | 37                   | 53                   | 89,914802(7)         | 158(5) s         | β−                         | 90Sr            | 0-             |
| 90mRb                | 106,90(3) keV        | 106,90(3) keV        | 106,90(3) keV        | 258(4) s         | β− (97,4 %)                | 90Sr            | 3-             |
| 90mRb                | 106,90(3) keV        | 106,90(3) keV        | 106,90(3) keV        | 258(4) s         | TI (2,6 %)                 | 90 Rb           | 3-             |
| 91Rb                 | 37                   | 54                   | 90,916537(9)         | 58,4(4) s        | β−                         | 91Sr            | 3/2(-)         |
| 92Rb                 | 37                   | 55                   | 91,919729(7)         | 4,492(20) s      | β− (99,98 %)               | 92Sr            | 0-             |
| 92Rb                 | 37                   | 55                   | 91,919729(7)         | 4,492(20) s      | β−, n (0,0107 %)           | 91Sr            | 0-             |
| 93Rb                 | 37                   | 56                   | 92,922042(8)         | 5,84(2) s        | β− (98,65 %)               | 93Sr            | 5/2-           |
| 93Rb                 | 37                   | 56                   | 92,922042(8)         | 5,84(2) s        | β−, n (1,35 %)             | 92Sr            | 5/2-           |
| 93mRb                | 253,38(3) keV        | 253,38(3) keV        | 253,38(3) keV        | 57(15) µs        |                            |                 | (3/2-,5/2-)    |
| 94Rb                 | 37                   | 57                   | 93,926405(9)         | 2,702(5) s       | β− (89,99 %)               | 94Sr            | 3(-)           |
| 94Rb                 | 37                   | 57                   | 93,926405(9)         | 2,702(5) s       | β−, n (10,01 %)            | 93Sr            | 3(-)           |
| 95Rb                 | 37                   | 58                   | 94,929303(23)        | 377,5(8) ms      | β− (91,27 %)               | 95Sr            | 5/2-           |
| 95Rb                 | 37                   | 58                   | 94,929303(23)        | 377,5(8) ms      | β−, n (8,73 %)             | 94Sr            | 5/2-           |
| 96Rb                 | 37                   | 59                   | 95,93427(3)          | 202,8(33) ms     | β− (86,6 %)                | 96Sr            | 2+             |
| 96Rb                 | 37                   | 59                   | 95,93427(3)          | 202,8(33) ms     | β−, n (13,4 %)             | 95Sr            | 2+             |
| 96mRb                | 0(200)# keV          | 0(200)# keV          | 0(200)# keV          | 200# ms [>1 ms]  | β−                         | 96Sr            | 1(-#)          |
| 96mRb                | 0(200)# keV          | 0(200)# keV          | 0(200)# keV          | 200# ms [>1 ms]  | TI                         | 96Rb            | 1(-#)          |
| 96mRb                | 0(200)# keV          | 0(200)# keV          | 0(200)# keV          | 200# ms [>1 ms]  | β−, n                      | 95Sr            | 1(-#)          |
| 97Rb                 | 37                   | 60                   | 96,93735(3)          | 169,9(7) ms      | β− (74,3 %)                | 97Sr            | 3/2+           |
| 97Rb                 | 37                   | 60                   | 96,93735(3)          | 169,9(7) ms      | β−, n (25,7 %)             | 96Sr            | 3/2+           |
| 98Rb                 | 37                   | 61                   | 97,94179(5)          | 114(5) ms        | β−(86,14 %)                | 98Sr            | (0,1)(-#)      |
| 98Rb                 | 37                   | 61                   | 97,94179(5)          | 114(5) ms        | β−, n (13,8 %)             | 97Sr            | (0,1)(-#)      |
| 98Rb                 | 37                   | 61                   | 97,94179(5)          | 114(5) ms        | β−, 2n (0,051 %)           | 96Sr            | (0,1)(-#)      |
| 98mRb                | 290(130) keV         | 290(130) keV         | 290(130) keV         | 96(3) ms         | β−                         | 97Sr            | (3,4)(+#)      |
| 99Rb                 | 37                   | 62                   | 98,94538(13)         | 50,3(7) ms       | β− (84,1 %)                | 99Sr            | (5/2+)         |
| 99Rb                 | 37                   | 62                   | 98,94538(13)         | 50,3(7) ms       | β−, n (15,9 %)             | 98Sr            | (5/2+)         |
| 100Rb                | 37                   | 63                   | 99,94987(32)#        | 51(8) ms         | β− (94,25 %)               | 100Sr           | (3+)           |
| 100Rb                | 37                   | 63                   | 99,94987(32)#        | 51(8) ms         | β−, n (5,6 %)              | 99Sr            | (3+)           |
| 100Rb                | 37                   | 63                   | 99,94987(32)#        | 51(8) ms         | β−, 2n (0,15 %)            | 98Sr            | (3+)           |
| 101Rb                | 37                   | 64                   | 100,95320(18)        | 32(5) ms         | β− (69 %)                  | 101Sr           | (3/2+)#        |
| 101Rb                | 37                   | 64                   | 100,95320(18)        | 32(5) ms         | β−, n (31 %)               | 100Sr           | (3/2+)#        |
| 102Rb                | 37                   | 65                   | 101,95887(54)#       | 37(5) ms         | β− (82 %)                  | 102Sr           |                |
| 102Rb                | 37                   | 65                   | 101,95887(54)#       | 37(5) ms         | β−, n (18 %)               | 101Sr           |                |

1. ↑  Abréviations :
CE : capture électronique ;
TI: transition isomérique.
2. ↑  Isotopes stables en gras.
3. 1 2  Produit de fission.
4. ↑  radionucléide primordial.
5. ↑  Utilisé en datation rubidium/strontium.

### Remarques
- Il existe des échantillons géologiques exceptionnels  dont la composition isotopique est en dehors de l'échelle donnée. L'incertitude sur la masse atomique de tels spécimens peut excéder les valeurs données.
- Les valeurs marquées # ne sont pas purement dérivées des données expérimentales, mais aussi au moins en partie à partir des tendances systématiques. Les spins avec des arguments d'affectation faibles sont entre parenthèses.
- Les incertitudes sont données de façon concise entre parenthèses après la décimale correspondante. Les valeurs d'incertitude dénotent un écart-type, à l'exception de la composition isotopique et de la masse atomique standard de l'IUPAC qui utilisent des incertitudes élargies.